# Peul de l'Adamaoua
Le peul de l'Adamaoua (autonyme : fulfulde) est une variété du peul, parlée par les Peuls, principalement au Cameroun et au Nigéria, mais aussi au Tchad et au Soudan.

## Nom
Le peul de l'Adamaoua est aussi appelé boulbe, domona, dzemay, eastern fulani, foulfoulde, ful, fula, fulata, fulbe, mbororo, palata, peul, peulh.

## Utilisation
Il est parlé dans les régions de l'Adamaoua, du Nord et de l'Extrême-Nord au Cameroun (où c'est la langue véhiculaire), dans l'État d'Adamawa au Nigéria et également dans une petite région du sud-ouest du Tchad ainsi que dans le sud-ouest du Soudan.
Il est utilisé par des personnes de tous âges, à la maison, dans le voisinage et au travail. Il est parlé par les hommes adultes tandis que les femmes et les enfants parlent le dialecte spécifique de leur clan. Une partie de ses locuteurs parlent également français et il est utilisé comme langue seconde par les locuteurs de nombreuses autres langues.
Il existe une littérature en peul de l'Adamaoua, des journaux, ainsi que des vidéos et des émissions de radio.
C'est la langue véhiculaire des régions de l'Adamaoua, du Nord et de l'Extrême-Nord au Cameroun

## Dialectes
Il existe les dialectes du bilkire (bilkiri), garoua, kambariire, maroua, ngaondéré, et mbororoore (fulfulde nomade),.*
La similarité lexicale est importante entre les dialectes du garoua, maroua et ngaondéré.
Le maroua utilise parfois la typologie syntaxique « verbe sujet objet ».

## Alphabets
Le peul de l'Adamaoua peut s'écrire grâce à l'alphabet latin ou l'alphabet arabe.
Il est à noter que le taux d'alphabétisation avec l'alphabet arabe est deux ou trois fois supérieur à celui avec l'alphabet latin, cela étant dû au développement rapide des écoles où l'enseignement est franco-arabe ou anglo-arabe.